# Équipe de Tunisie masculine de handball au Championnat du monde 2019
Cet article relate le parcours de l'équipe de Tunisie masculine de handball lors du championnat du monde 2019 organisé en Allemagne et au Danemark du 10 janvier au 27 janvier 2019. Il s'agit de la 14e participation de la Tunisie aux championnats du monde.

## Effectif et statistiques
Documents officiels : [PDF] Liste des 28 ; Effectif ; Statistiques
Encadrement
| Fonction      | Nom         | Nationalité |
| ------------- | ----------- | ----------- |
| Sélectionneur | Toni Gerona | Espagne     |

Effectif
| N°      | Joueur              | Pos.    | T    | Club                        | Sél. | BS  | MJ    | Temps   | BM  |    | Suspension |   |   |
| ------- | ------------------- | ------- | ---- | --------------------------- | ---- | --- | ----- | ------- | --- | -- | ---------- | - | - |
| 1       | Makram Missaoui     | GB      | 1,88 | Dinamo Bucarest             | 188  | 4   | 8     | 3:33:25 | 0   | 0  | 0          | 0 | 0 |
| 7       | Ramzi Majdoub       | ALD     | 1,88 | Club africain               | 13   | 34  | 8     | 5:02:14 | 7   | 1  | 1          | 0 | 0 |
| 10      | Kamel Alouini       | DC      | 1,82 | Dinamo Bucarest             | 123  | 251 | 8     | 2:04:13 | 10  | 1  | 0          | 0 | 0 |
| 12      | Marouène Maggaiez   | GB      | 1,92 | Dinamo Bucarest             | 200  | 3   | 3     | 2:00:49 | 1   | 0  | 0          | 0 | 0 |
| 13      | Oussama Hosni       | ALD/ARD | 1,92 | Pontault-Combault Handball  | 94   | 109 | 8     | 6:00:59 | 16  | 3  | 3          | 0 | 0 |
| 15      | Khaled Haj Youssef  | DC      | 1,89 | Al-Sadd SC                  | 80   | 56  | 8     | 2:30:10 | 1   | 0  | 4          | 0 | 0 |
| 17      | Youssef Maaraf      | ARG     | 1,95 | Al Ahly                     | 13   | 14  | 8     | 1:29:22 | 1   | 0  | 0          | 0 | 0 |
| 19      | Mosbah Sanai        | ARG     | 1,91 | Al-Nasr Sports Club         | 108  | 303 | 8     | 5:00:05 | 39  | 2  | 4          | 1 | 0 |
| 20      | Achraf Saafi        | DC      | 1,85 | Étoile sportive du Sahel    | 54   | 115 | 3     | 8:17    | 1   | 0  | 0          | 0 | 0 |
| 21      | Oussama Boughanmi   | ALG     | 1,85 | Espérance sportive de Tunis | 130  | 584 | 8     | 5:31:43 | 37  | 1  | 0          | 0 | 0 |
| 39      | Mohamed Soussi      | DC/ARG  | 1,94 | Montpellier Handball        | 90   | 141 | 8     | 5:47:43 | 18  | 2  | 5          | 0 | 0 |
| 42      | Wael Jallouz        | ARG     | 1,97 | Füchse Berlin               | 126  | 332 | 5     | 48:56   | 3   | 0  | 1          | 0 | 0 |
| 69      | Jihed Jaballah      | P       | 2,04 | Selka Eskisehir             | 51   | 89  | 8     | 2:27:54 | 22  | 0  | 1          | 0 | 0 |
| 89      | Rafik Bacha         | ALG     | 1,88 | Étoile sportive du Sahel    | 27   | 99  | 8     | 2:51:52 | 14  | 0  | 0          | 0 | 0 |
| 90      | Marouan Chouiref    | P       | 1,95 | Tremblay-en-France          | 138  | 215 | 8     | 4:34:17 | 26  | 4  | 9          | 0 | 0 |
| 92      | Oussama Jaziri      | ARG     | 1,91 | Espérance sportive de Tunis | 19   | 36  | 8     | 1:15:12 | 3   | 0  | 2          | 0 | 0 |
| 93      | Ahmed Amine Bedoui  | GB      | 1,93 | Espérance sportive de Tunis | 10   | 0   | 5     | 1:56:45 | 0   | 0  | 0          | 0 | 0 |
| 96      | Anouar Ben Abdallah | ALD     | 1,86 | Étoile sportive du Sahel    | 22   | 33  | 8     | 3:11:36 | 6   | 1  | 0          | 0 | 0 |
| Moyenne | Moyenne             | Moyenne | 1,90 |                             | 82   | 134 | Total | Total   | 205 | 17 | 30         | 1 | 0 |

Le banc tunisien écope de deux cartons jaunes.

## Résultats

### Tour préliminaire
La Tunisie évolue dans le groupe C et dont les matchs se jouent dans la Jyske Bank Boxen à Herning.
|   | Équipe          | Pts | J | G | N | P | Bp  | Bc  | Diff |
| - | --------------- | --- | - | - | - | - | --- | --- | ---- |
| 1 | Danemark (H)    | 10  | 5 | 5 | 0 | 0 | 167 | 103 | 64   |
| 2 | Norvège         | 8   | 5 | 4 | 0 | 1 | 175 | 119 | 56   |
| 3 | Tunisie         | 6   | 5 | 3 | 0 | 2 | 138 | 147 | -9   |
| 4 | Chili           | 4   | 5 | 2 | 0 | 3 | 130 | 167 | -37  |
| 5 | Autriche        | 2   | 5 | 1 | 0 | 4 | 121 | 148 | -27  |
| 6 | Arabie saoudite | 0   | 5 | 0 | 0 | 5 | 112 | 159 | -47  |

| 11 janvier 2019 20h30 | Tunisie    | 24 - 34   | Norvège  | Jyske Bank Boxen, Herning Affluence : 6 500 Arbitrage : Matija Gubica et Boris Milošević |
| 11 janvier 2019 20h30 | Jaballah 5 | (13 - 18) | Jøndal 9 | Jyske Bank Boxen, Herning Affluence : 6 500 Arbitrage : Matija Gubica et Boris Milošević |
| 11 janvier 2019 20h30 | ×2 ×5      | Rapport   | ×1 ×5    | Jyske Bank Boxen, Herning Affluence : 6 500 Arbitrage : Matija Gubica et Boris Milošević |

| 12 janvier 2019 20h15 | Danemark        | 36 - 22   | Tunisie    | Jyske Bank Boxen, Herning Affluence : 15 000 Arbitrage : Bojan Lah et David Sok |
| 12 janvier 2019 20h15 | Hansen, Lauge 7 | (19 - 10) | Chouiref 5 | Jyske Bank Boxen, Herning Affluence : 15 000 Arbitrage : Bojan Lah et David Sok |
| 12 janvier 2019 20h15 | ×3 ×7           | Rapport   | ×2         | Jyske Bank Boxen, Herning Affluence : 15 000 Arbitrage : Bojan Lah et David Sok |

| 14 janvier 2019 15h00 | Tunisie    | 36 - 30   | Chili                     | Jyske Bank Boxen, Herning Affluence : 3 274 Arbitrage : Matija Gubica et Boris Milošević |
| 14 janvier 2019 15h00 | Chouiref 7 | (18 - 15) | Er. Feuchtmann, Salinas 8 | Jyske Bank Boxen, Herning Affluence : 3 274 Arbitrage : Matija Gubica et Boris Milošević |
| 14 janvier 2019 15h00 | ×3 ×4      | Rapport   | ×1 ×5                     | Jyske Bank Boxen, Herning Affluence : 3 274 Arbitrage : Matija Gubica et Boris Milošević |

| 15 janvier 2019 16h15 | Arabie saoudite | 20 - 24  | Tunisie  | Jyske Bank Boxen, Herning Affluence : 4 571 Arbitrage : Bojan Lah et David Sok |
| 15 janvier 2019 16h15 | Al-Abdulali 5   | (8 - 12) | Sanai 7  | Jyske Bank Boxen, Herning Affluence : 4 571 Arbitrage : Bojan Lah et David Sok |
| 15 janvier 2019 16h15 | ×1 ×4           | Rapport  | ×1 ×3 ×1 | Jyske Bank Boxen, Herning Affluence : 4 571 Arbitrage : Bojan Lah et David Sok |

| 17 janvier 2019 17h30 | Autriche | 27 - 32   | Tunisie     | Jyske Bank Boxen, Herning Affluence : 11 834 Arbitrage : Ricardo Fonseca et Duarte Santos |
| 17 janvier 2019 17h30 | Weber 9  | (14 - 18) | Boughanmi 9 | Jyske Bank Boxen, Herning Affluence : 11 834 Arbitrage : Ricardo Fonseca et Duarte Santos |
| 17 janvier 2019 17h30 | ×2 ×6    | Rapport   | ×2 ×5       | Jyske Bank Boxen, Herning Affluence : 11 834 Arbitrage : Ricardo Fonseca et Duarte Santos |

### Tour principal
La Tunisie évolue dans le groupe C et dont les matchs se jouent dans la Jyske Bank Boxen à Herning.
|   | Équipe       | Pts | J | G | N | P | Bp  | Bc  | Diff | Dép    |
| - | ------------ | --- | - | - | - | - | --- | --- | ---- | ------ |
| 1 | Danemark (H) | 10  | 5 | 5 | 0 | 0 | 147 | 116 | 31   | /      |
| 2 | Norvège      | 8   | 5 | 4 | 0 | 1 | 157 | 135 | 22   | /      |
| 3 | Suède        | 6   | 5 | 3 | 0 | 2 | 148 | 137 | 11   | /      |
| 4 | Égypte       | 3   | 5 | 1 | 1 | 3 | 132 | 138 | -6   | GA -6  |
| 5 | Hongrie      | 3   | 5 | 1 | 1 | 3 | 134 | 144 | -10  | GA -10 |
| 6 | Tunisie      | 0   | 5 | 0 | 0 | 5 | 113 | 161 | -48  | /      |

| 19 janvier 2019 18h00 | Tunisie | 23 - 35   | Suède                | Jyske Bank Boxen, Herning Affluence : 14 153 Arbitrage : Gjorgi Načevski et Slave Nikolov |
| 19 janvier 2019 18h00 | Sanai 6 | (14 - 19) | Ekberg, A. Nilsson 7 | Jyske Bank Boxen, Herning Affluence : 14 153 Arbitrage : Gjorgi Načevski et Slave Nikolov |
| 19 janvier 2019 18h00 | ×2      | Rapport   | ×1 ×3                | Jyske Bank Boxen, Herning Affluence : 14 153 Arbitrage : Gjorgi Načevski et Slave Nikolov |

| 20 janvier 2019 18h00 | Hongrie  | 26 - 21   | Tunisie            | Jyske Bank Boxen, Herning Affluence : 2 605 Arbitrage : Ricardo Fonseca et Duarte Santos |
| 20 janvier 2019 18h00 | Balogh 9 | (16 - 14) | Boughanmi, Sanai 5 | Jyske Bank Boxen, Herning Affluence : 2 605 Arbitrage : Ricardo Fonseca et Duarte Santos |
| 20 janvier 2019 18h00 | ×1 ×6    | Rapport   | ×3 ×6              | Jyske Bank Boxen, Herning Affluence : 2 605 Arbitrage : Ricardo Fonseca et Duarte Santos |

| 23 janvier 2019 15h30 | Tunisie     | 23 - 30   | Égypte | Jyske Bank Boxen, Herning Affluence : 4 924 Arbitrage : Gjorgi Načevski et Slave Nikolov |
| 23 janvier 2019 15h30 | Boughanmi 6 | (10 - 15) | Omar 7 | Jyske Bank Boxen, Herning Affluence : 4 924 Arbitrage : Gjorgi Načevski et Slave Nikolov |
| 23 janvier 2019 15h30 | ×3          | Rapport   | ×1 ×3  | Jyske Bank Boxen, Herning Affluence : 4 924 Arbitrage : Gjorgi Načevski et Slave Nikolov |